# Sakineh Ghasemi
Sakineh Ghasemi (... – Teheran, 12 luglio 1979) è stata una prostituta iraniana, uccisa dal neo-nato regime islamico.

## Biografia
Anche nota come Pari Bolandeh (fata alta), venne arrestata dalle guardie rivoluzionarie nel 1979, che dettero fuoco anche al quartiere a luci rosse Shahr-e No. Insieme a lei finirono in carcere Simin BMW, Ashraf Chahar Cheshm, Shahla Abadani e Peri Siah.
Le accuse contro Ghasemi, secondo il rapporto di Amnesty International, furono: "muovere guerra contro Dio" (moharebeh, ossia il massimo reato d'opinione politico-religioso) e "prostituzione".
Venne fucilata all'1:00 del 12 luglio insieme ad altre due sex workers.

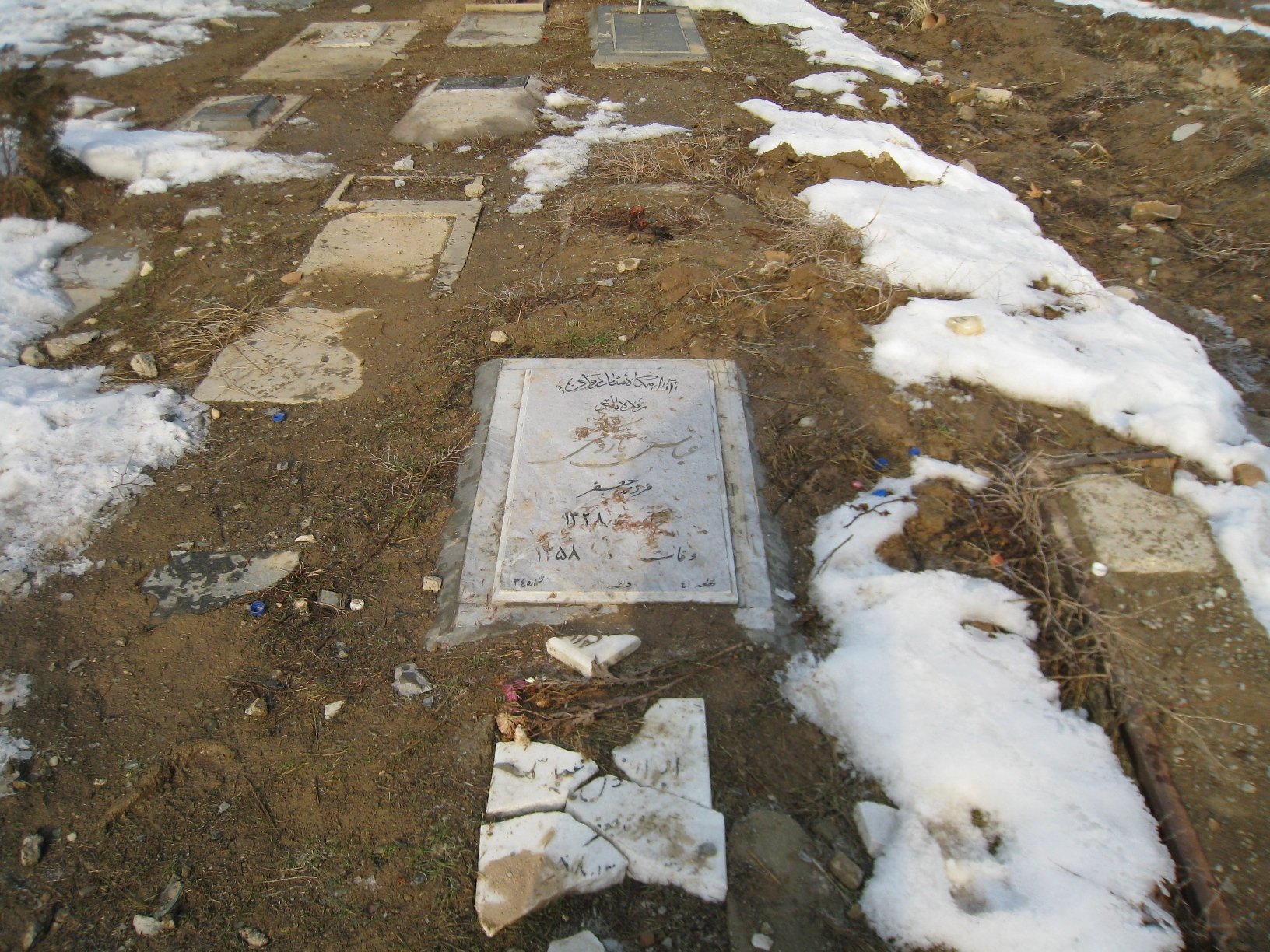
La tomba di Sakineh Ghasemi nel 2007

Il processo non viene considerato equo.
Il corpo venne seppellito nel cimitero di Behesht-e Zahra.
Nella letteratura contemporanea e nella cultura popolare, lei e il suo destino vengono menzionati diverse volte.
Scrissero di lei Houshang Golshiri e il drammaturgo Akbar Radi.